# 베벌리 미첼
베벌리 미첼(Beverley Mitchell, 1981년 1월 25일 ~ )은 미국의 배우 및 가수이다.

## 출연 작품
- 꿈의 질주